# Sonicflood (album)
Sonicflood je debutové album křesťanské rockové skupiny Sonicflood vydané v roce 1999.

## Skladby
1. "Invocation"
2. "I Have Come to Worship"
3. "Holy One"
4. "I Want to Know You"
5. "My Refuge"
6. "I Could Sing of Your Love Forever" (feat. Lisa Kimmey)
7. "Holiness" (feat. Wilshire)
8. "Carried Away"
9. "Something About That Name" (feat. Kevin Max)
10. "I Need You"
11. "Open the Eyes of My Heart"
12. "The Heart of Worship"